# Amphiongia ochreomarginata
Amphiongia ochreomarginata är en fjärilsart som beskrevs av James John Joicey och Talbot 1917. Amphiongia ochreomarginata ingår i släktet Amphiongia och familjen nattflyn. Inga underarter finns listade i Catalogue of Life.